# Utricularia lazulina
Utricularia lazulina är en tätörtsväxtart som beskrevs av Peter Geoffrey Taylor. Utricularia lazulina ingår i släktet bläddror, och familjen tätörtsväxter. Inga underarter finns listade i Catalogue of Life.